# Annelies Verbeke
Annelies Verbeke (* 6. února 1976 Dendermonde, Belgie) je belgická (vlámská) spisovatelka.

## Život
Vystudovala germanistiku a scenáristiku na univerzitě v Gentu, kde také v současnosti žije. Za debutový román Spi! (2003, česky 2010 nakl. Kniha Zlín, překlad Jana Pellarová) získala mnoho cen, například Gouden Ezelsoor. Od roku 2003 pravidelně přispívá do časopisů a novin (Standaard, Morgen, Handelsblad).

### Romány

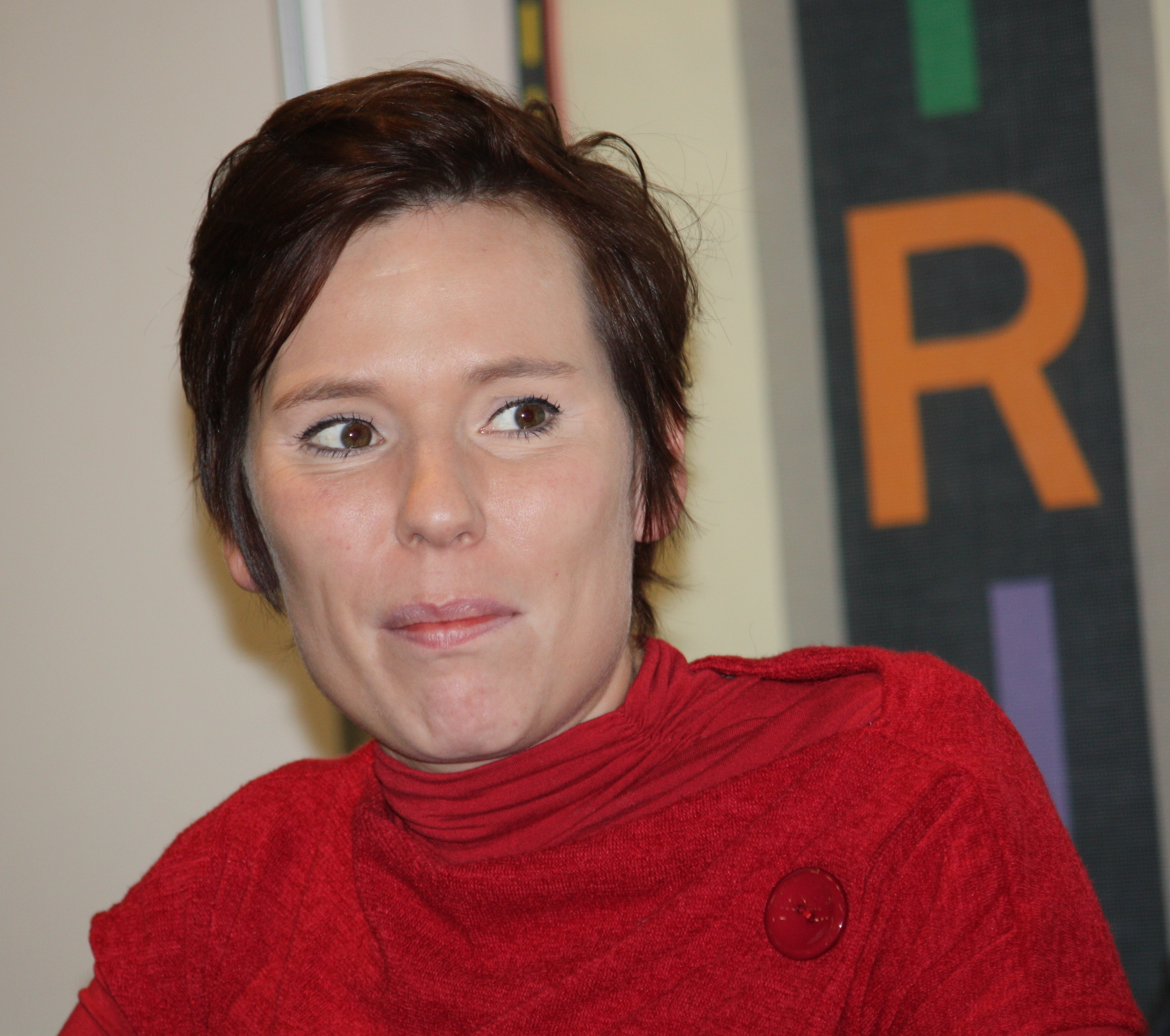
Annelies Verbeke na helsinském knižním veletrhu (2011)

- Annelies Verbeke na helsinském knižním veletrhu (2011)Slaap! (De Geus 2003; česky pod názvem Spi! 2010 nakl. Kniha Zlín, překlad Jana Pellarová)
- Vissen Redden (De Geus 2009)

### Sbírka povídek
- Groener Grass (De Geus 2007)

### Scénáře
- Dogdreaming
- Swooni

### Divadelní tvorba
- Troosteloos
- Stukken
- Almschi!